# جون ماكلين (سياسي)
جون ماكلين هو محامي وسياسي كندي، ولد في 24 مارس 1929 في وينيبيغ في كندا، وتوفي في 1987. نشط حزبياً في الحزب الكندي التقدمي المحافظ. وقد انتخب عضو مجلس العموم الكندي.